# هندریک بروور
هندریک بروور (انگلیسی: Hendrik Brouwer; unknown date, ح. 1581 – ۷ اوت ۱۶۴۳ (۶۲ سال)) فرماندار کل هند شرقی هلند و سیاست‌مدار اهل هلند بود.تصور می شود که وی ابتدا در سال 1606 برای ماموریتی از طرف شرکت هند شرقی هلند (VOC) به هند شرقی هلند سفر کرده است. در سال ۱۶۱۰ ، او دوباره با سه کشتی به سفر رفت.او مسیری از آفریقای جنوبی به جاوا را کشف کرد که بین عرضهای  ۴۰ درجه و ۵۰ درجه جنوبی بود و مدت سفر را از یک سال به حدود شش ماه کاهش داد.تا آن زمان هلندی ها مسیری را طی کردند که پرتغالی ها از طریق سواحل آفریقا به موریس و سیلان می رفتند.پس از ورود وی در سال ۱۶۱۱ به هند شرقی ، او را به ژاپن فرستادند تا از ۲۸ اوت ۱۶۱۲ تا 6 اوت ۱۶۱۴جایگزین ژاک اسپکس شود.در سال ۱۶۱۳ ، او سفری به سیام انجام داد که اساس تجارت هلند با سیام را پایه گذاری کرد.در اوایل سال ۱۶۳۲ ، او بخشی از هیئت اعزامی به لندن بود تا اختلافات تجاری را حل کند. پس از آن او به هند رفت ، و در ۱۸آوریل همان سال به فرمانداری کل هند شرقی هلند منصوب شد.